# Kębłów (województwo podkarpackie)
Kębłów – wieś w Polsce położona w województwie podkarpackim, w powiecie mieleckim, w gminie Padew Narodowa.
| SIMC    | Nazwa      | Rodzaj     |
| ------- | ---------- | ---------- |
| 0803130 | Kolonia    | przysiółek |
| 0803147 | Na Granicy | przysiółek |
| 0803153 | Tarnówek   | przysiółek |

W latach 1975–1998 miejscowość administracyjnie należała do województwa tarnobrzeskiego.